# Austrolebias affinis
Austrolebias affinis е вид лъчеперка от семейство Rivulidae. Видът е уязвим и сериозно застрашен от изчезване.

## Разпространение
Разпространен е в Бразилия и Уругвай.

## Описание
На дължина достигат до 5 cm.
Популацията на вида е намаляваща.